# Iława
Iława (in tedesco Deutsch Eylau) è una città polacca del distretto di Iława nel voivodato della Varmia-Masuria.
Ricopre una superficie di 21,88 km² e nel 2007 contava 33 872 abitanti.
Comunità urbane e rurali:
| Nome polacco       | Nome tedesco (fino al 1945)  | Nome polacco  | Nome tedesco (fino al 1945)    | Nome polacco   | Nome tedesco (fino al 1945)               |
| ------------------ | ---------------------------- | ------------- | ------------------------------ | -------------- | ----------------------------------------- |
| Borek              | Borreck 1938-45 Hochfelde    | Katarzynki    | Neukrug                        | Segnowy        | Seegenau                                  |
| Dąbrowa            | Damerau                      | Kozianka      |                                | Siemiany       | Schwalgendorf                             |
| Dół                | Daulen                       | Kwiry         | Quirren                        | Skarszewo      | Scharschau                                |
| Dziarnówko         | Klein Sehren                 | Laseczno      | Groß Herzogswalde              | Smolniki       | Alt Eiche                                 |
| Dziarny            | Groß Sehren                  | Laseczno Małe | Klein Herzogswalde             | Stanowo        | Groß Stanau                               |
| Emilianowo         | Emilienhof                   | Ławice        | Hansdorf                       | Starzykowo     | Groß Stärkenau                            |
| Franciszkowo       | Freudenthal                  | Łowizowo      | Luisenseegen                   | Stradomno      | Stradem                                   |
| Franciszkowo Dolne | Gut Freudenthal              | Makowo        | Melchertswalde                 | Szałkowo       | Schalkendorf                              |
| Frednowy           | Frödenau                     | Mały Bór      | Klein Heide                    | Szczepkowo     | Louisenhof                                |
| Gałdowo            | Goldau                       | Mątyki        | Montig                         | Szeplerzyzna   | Schönerswalde                             |
| Gardzień           | Garden                       | Mózgowo       | Mosgau                         | Szwalewo       | Alt Schwalge                              |
| Gromoty            | Gramten                      | Nejdiki       | Neuguth                        | Szymbark       | Schönberg                                 |
| Gulb               | Gulbien                      | Nowa Wieś     | Neudorf                        | Tchórzanka     | Languth                                   |
| Jachimówka         | Joachimsthal                 | Nowy Ostrów   | Neu Werder                     | Tłokowisko     |                                           |
| Jażdżówki          | Jadziowken 1938-45 Seefriede | Owczarnia     | Schäferei Goldau               | Tynwałd        | Tillwalde                                 |
| Jezierzyce         | Geserich                     | Papiernia     | Papiermühle                    | Urwisko        | Urwiese                                   |
| Julin              | Julienhof                    | Pięć-Jeziorno | Schöneck                       | Wiewiórka      | Susannenthal                              |
| Kałdunki           | Klein Schönforst             | Pikus         | Picus 1927-45 Pikus            | Wikielec       | Winkelsdorf                               |
| Kałduny            | Groß Schönforst              | Prasneta      | Hütte                          | Wilczany       | Wolfsdorf                                 |
| Kaletka            | Kalittken 1938-45 Kalitten   | Praszki       | Prassen                        | Windyki        | Windeck                                   |
| Kamień             | Stein                        | Przejazd      | Freydeck                       | Wola Kamieńska | Stein-Caspendorf 1928-45 Stein-Kaspendorf |
| Kamień Mały        | Stein B                      | Radomek       | Klein Radem                    | Ząbrowo        | Sommerau                                  |
| Kamionka           | Groß Steinersdorf            | Rodzone       | Deutsch Rodzonne 1938-45 Rosen | Zazdrość       | Zazdrosc 1865-1945 Bonin                  |
| Karaś              | Karrasch                     | Rudzienice    | Raudnitz                       |                |                                           |
| Karłowo            | Karlau                       | Sąpy          | Sumpf                          |                |                                           |

## Amministrazione

### Gemellaggi
- Herborn, Germania
- Huissen, Paesi Bassi
- Chambray-lès-Tours, Francia
- Trouville-sur-Mer, Francia
- Ilava, Slovacchia